# Niederelvenich
Niederelvenich is een plaats in de Duitse gemeente Zülpich, deelstaat Noordrijn-Westfalen, en telt 595 inwoners (2006).